# Sečianky

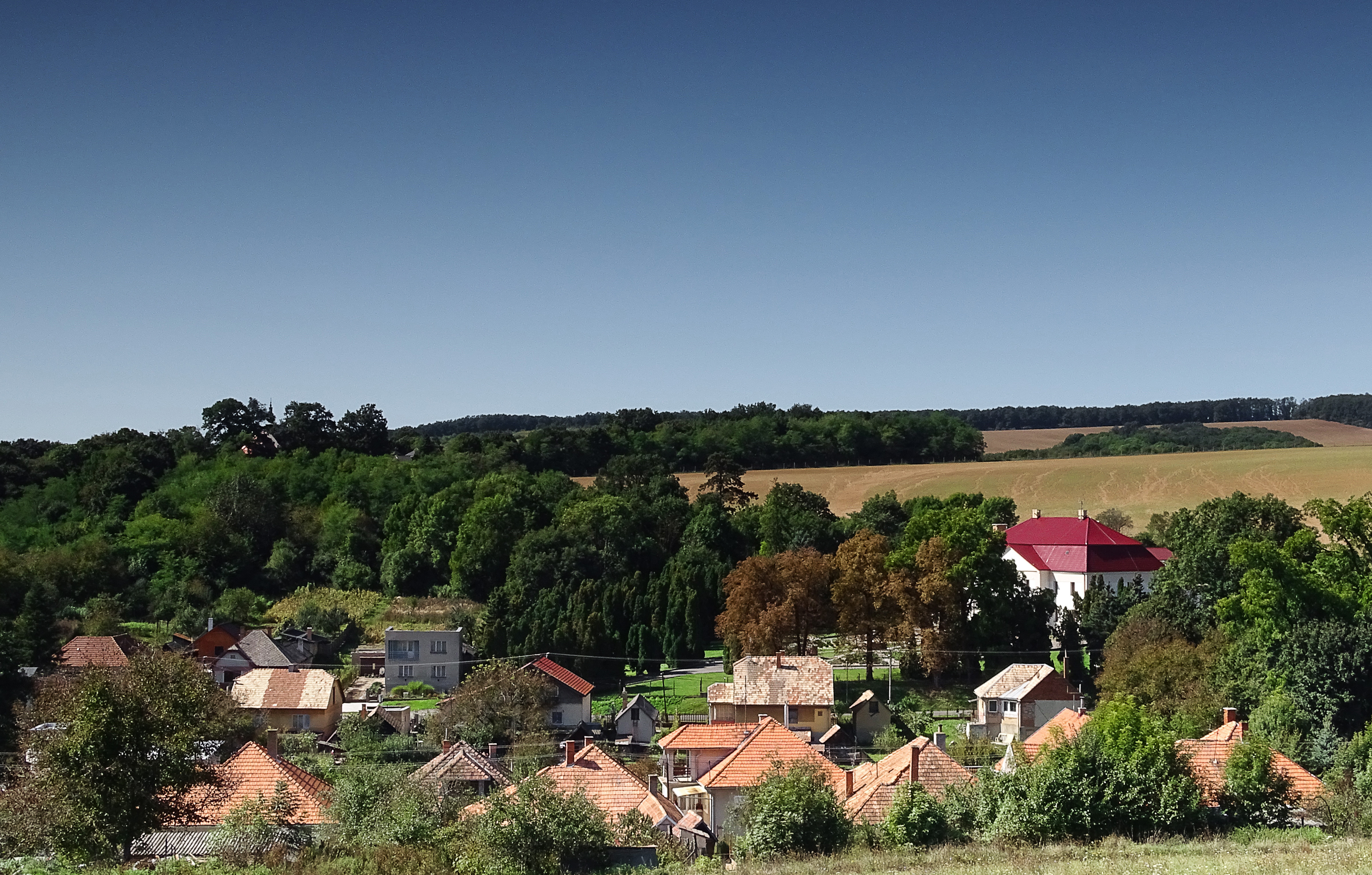
Blick auf Sečianky

Sečianky, ungarisch Ipolyszécsényke (bis 1927 slowakisch „Sečenka“ oder „Sečánka“, ungarisch auch Szécsénke) ist eine Gemeinde im Süden der Slowakei mit 333 Einwohnern (Stand 31. Dezember 2024). Sie gehört zum Okres Veľký Krtíš, einem Kreis des Banskobystrický kraj.

## Geographie
Die Gemeinde befindet sich im Talkessel Ipeľská kotlina, einem Teil der größeren Einheit Juhoslovenská kotlina, am Bach Sečiansky potok im Einzugsgebiet des Ipeľ, nahe der Staatsgrenze zu Ungarn. Das Ortszentrum liegt auf einer Höhe von 166 m n.m. und ist 15 Kilometer von Šahy sowie 32 Kilometer von Veľký Krtíš entfernt.
Nachbargemeinden sind Kleňany im Norden, Vinica im Nordosten, Veľká Ves nad Ipľom im Osten und Süden und Ipeľské Úľany im Westen.

## Geschichte
Sečianky wurde zum ersten Mal 1260 als Zelchan schriftlich erwähnt und war Besitz mehrerer landadliger Familien, im 18. und 19. Jahrhundert der Familien Szombathelyi und Lipthay sowie im 19. Jahrhundert von Somisich und Krecsmár. 1715 gab es einen Landsitz und drei Haushalte, 1720 wohnten sieben Haushalte im Ort, 1828 zählte man 44 Häuser und 265 Einwohner, die als Landwirte und Winzer beschäftigt waren.
Bis 1918/1919 gehörte der im Komitat Hont liegende Ort zum Königreich Ungarn und kam danach zur Tschechoslowakei beziehungsweise heute Slowakei. Auf Grund des Ersten Wiener Schiedsspruchs lag er von 1938 bis 1944 noch einmal in Ungarn.

## Bevölkerung
| Jahr                | 1994 | 2004    | 2014    | 2024     |
| ------------------- | ---- | ------- | ------- | -------- |
| Anzahl der Personen | 448  | 406     | 379     | 333      |
| Unterschied         |      | −9,37 % | −6,65 % | −12,13 % |

| Jahr                | 2023 | 2024    |
| ------------------- | ---- | ------- |
| Anzahl der Personen | 323  | 333     |
| Unterschied         |      | +3,09 % |

Gemäß der Volkszählung 2011 wohnten in Sečianky 385 Einwohner, davon 287 Magyaren, 62 Slowaken, sieben Roma und ein Tscheche. 28 Einwohner machten keine Angabe zur Ethnie. 
339 Einwohner bekannten sich zur römisch-katholischen Kirche. 16 Einwohner waren konfessionslos und bei 30 Einwohnern wurde die Konfession nicht ermittelt.

## Bauwerke
- römisch-katholische Cosmas-und-Damian-Kirche im Barockstil aus dem späten 13. Jahrhundert, ursprünglich romanisch, 1754 im Barockstil neu gestaltet
- Landschloss im klassizistischen Stil auf älteren Fundamenten, in der ersten Hälfte des 19. Jahrhunderts umgebaut[6]
- Landsitz im klassizistischen Stil aus der Mitte des 19. Jahrhunderts